# Gottfried Dominok

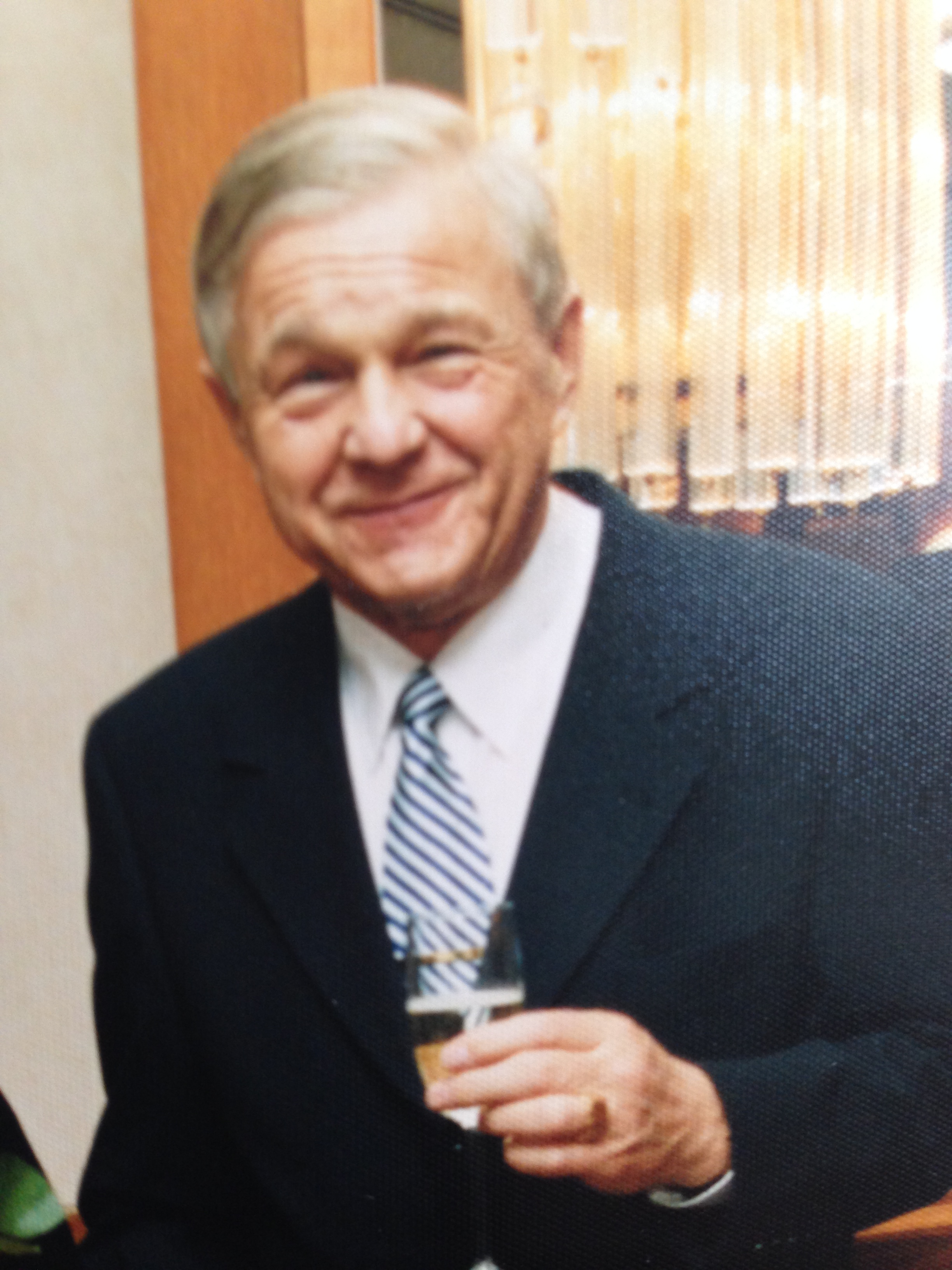
Gottfried Dominok

Gottfried Dominok (* 18. Januar 1932 in Königshütte, Oberschlesien; † 25. Juli 2010 in Cottbus) war ein deutscher Pathologe. In Dresden / Cottbus richtete er Deutschlands erstes Register für Knochentumoren ein.

## Leben
Dominok studierte ab 1952 Medizin in Leningrad an der 1. Medizinischen Akademie und an der Karl-Marx-Universität Leipzig. Er wurde 1957 als Arzt approbiert und zum Dr. med. promoviert. Die Ausbildung zum Facharzt für Pathologische Anatomie durchlief er in der Charité.
Er ging 1962 als Oberarzt an die Medizinische Akademie Dresden und habilitierte sich 1965. Seit 1966 Dozent, übernahm er die Leitung des im selben Jahr mit Klinikern und Radiologen gegründeten Knochentumorregisters. Zum 1. September 1972 wurde er O.ö. Professor für Pathologische Anatomie. 1973 gehörte er zu den Gründern der Arbeitsgemeinschaft für Knochentumoren in Heidelberg. Er war Gründungsmitglied und Vorsitzender der Gesellschaft für Osteologie der DDR sowie Generalsekretär der Europäischen Gesellschaft für Osteo-Arthrologie.
Als er 1975 Direktor des Pathologischen Instituts im Bezirkskrankenhaus Cottbus wurde, übersiedelte das Knochentumorregister ins nahe Bagenz. Die Elektronische Datenverarbeitung wurde in Dresden von Hans-Georg Knoch fortgeführt. In Cottbus fand Dominok bei dem Kieferchirurgen Klaus Pape wesentliche Unterstützung. Nach der Wende wurde Dominok Mitglied der Deutschen Gesellschaft für Pathologie. 1992 gründete er in Cottbus eine Arztpraxis.

## Werke
- mit Hans-Georg Knoch: Knochengeschwülste und geschwulstähnliche Knochenerkrankungen. Jena 1971 (poln. Ausgabe 1985).
- mit George Chapchal (Hg.): Nomina Osteoarthrologica. Johann Ambrosius Barth Verlag, Leipzig 1980.

## Ehrungen
- Prorektor der Medizinischen  Akademie Dresden (1971)
- Rudolf-Virchow-Preis (DDR) (1972)
- Vorsitzender der Gesellschaft für Pathologie der DDR (1984–1988)